# Geoffrey Wedgwood Harrison
Sir Geoffrey Wedgwood Harrison (* 18. Juli 1908 in Hampshire, England; † 12. April 1990) war ein britischer Diplomat. Er amtierte unter anderem als britischer Botschafter in Brasilien, der Türkei und der Sowjetunion.

## Leben und Tätigkeit
Harrison war ein Sohn des Offiziers Thomas Edmund Harrison und seiner Ehefrau Maud Winfried, geb. Godman. Nach dem Schulbesuch studierte er am Winchester College in Hampshire und am King’s College der Universität Cambridge. Anschließend trat er in den britischen diplomatischen Dienst ein: Offiziell erfolgte seine Bestallung nach Bestehen der Einstellungsprüfung mit Aufnahmedatum vom 21. Oktober 1932 unter Verleihung des Ranges eines Sekretärs 3. Klasse im diplomatischen Dienst (3rd secretary).
Im diplomatischen Dienst wurde Harrison zunächst im Londoner Foreign Office verwendet, bevor er zum 7. Februar 1935 zur britischen Vertretung in Tokio versetzt wurde. Dort verblieb er knapp zwei Jahre, bevor er zum 8. April 1937 an die britische Botschaft in Berlin wechselte, der er bis zum September 1939 angehörte. Während dieser Zeit wurde er im Mai 1937 kurzzeitig nach London abgeordnet, um als Begleiter des japanischen Repräsentanten bei diesem Ereignis (Prinz Chichibu) an der Krönung von König George VI. teilzunehmen. Am 21. Oktober 1937 rückte er in den Rang eines Sekretärs 2. Klasse im diplomatischen Dienst auf.
Nach dem Ausbruch des Zweiten Weltkriegs wurde Harrison aus Berlin abgezogen und gehörte ab dem 4. September 1939 dem Stab des Foreign Office in London an. Vom 11. September 1939 bis 24. November 1941 fungierte er als Privatsekretär des parlamentarischen Unterstaatssekretärs des Foreign Office (Parliamentary Under-Secretary of State) [Vanissart war permanent secretary, wer war parlamentarischer?]. Ansonsten war er bis zum Kriegsende in der Abteilung des Foreign Office für das Deutsche Reich beschäftigt. Während dieser Zeit wurde Harrison zum 1. Juli 1942 in den Rang eines geschäftsführenden Sekretärs im diplomatischen Dienst (Acting 1st Secretary) erhoben.
Aufgrund seiner Tätigkeit in Berlin in den Jahren 1937 bis 1939 geriet Harrison Ende der 1930er Jahre ins Visier der nationalsozialistischen Polizeiorgane, die ihn als wichtige Zielperson einstuften: Im Frühjahr 1940 setzte das Reichssicherheitshauptamt in Berlin ihn auf die Sonderfahndungsliste G.B., ein Verzeichnis von Personen, die im Falle einer erfolgreichen Invasion und Besetzung der britischen Inseln durch die Wehrmacht von den Besatzungstruppen nachfolgenden Sonderkommandos der SS mit besonderer Priorität ausfindig gemacht und verhaftet werden sollten.
Nach dem Ende des Zweiten Weltkriegs wurde Harrison zum 7. September 1945 an die britische Vertretung in Brüssel entsandt. Zuvor hatte er an der Ausformulierung des Potsdamer Abkommens der drei wichtigsten Siergmächte des Zweiten Weltkriegs mitgewirkt, in dem die Eckpunkte hinsichtlich der Behandlung des besetzen Deutschen Reiches festgelegt wurden. Insbesondere der Artikel 12 des Abkommens, der die Überführung deutschen Bevölkerungsteile der Gebiete östlich der Oder-Neiße-Grenze sowie in der Tschechoslowakei in die vier von den Alliierten besetzten Sektoren des verbliebenen deutschen Staatsgebietes vorsahen, war von ihm federführend gestaltet worden.
Am 24. Oktober 1946 wurde Harrison in den Rang eines Foreign Service Officers erhoben. Bald danach, zum 23. Oktober 1947, wurde er der britischen Botschaft in Moskau im Rang eines bevollmächtigten Ministers (Minister Plenipotentiary) zugeteilt. 1949 fungierte er zeitweise als Stellvertreter des Botschafters, bevor er zum 31. Oktober 1949 ins Foreign Office zurückgeholt wurde, um die dortige Abteilung für Nordeuropa [?] (Head of Northern Department) zu leiten. Zum 22. Oktober 1951 wurde in den Rang eines beigeordneten Unterstaatssekretärs im Foreign Office (Assistant Under Secretary of State) erhoben. Am 1. Januar 1955 wurde er als Knight Commander des Order of St Michael and St George geadelt und führte fortan den Namenszusatz „Sir“.
Zum 1. Oktober 1956 wurde Harrison zum britischen Botschafter in Brasilien ernannt (Dienstsitz: Rio de Janeiro): Auf diesem Posten blieb er bis 1958. Anschließend bekleidete er vom 3. November 1958 bis 1963 den Posten des britischen Botschafters in Iran in Teheran und wurde am 6. März 1961 zum Knight Commander des Royal Victorian Order geschlagen. In den Jahren 1963 bis 1965 amtierte er als Stellvertretender Vizeminister im F.C.O. (Deputy Vice Minister).
Am 27. August 1965 erreichte Harrison den Höhepunkt seiner diplomatischen Karriere mit der Ernennung zum britischen Botschafter in der Sowjetunion, der damals nach dem Posten des Botschafters in Washington D.C. als der wichtigste Botschafterservice im britischen diplomatischen Dienst galt: Auf diesem Posten verblieb er knapp drei Jahre, bis 1968, als er aufgrund seiner Affäre mit einer russischen Hausangestellten, Galya Ivanov, die sich als KGB-Agentin herausstellte, vom Foreign Office als Botschafter abberufen wurde. Öffentlich bekannt wurde dieser Hintergrund seiner Abziehung als Botschafter in Moskau allerdings erst 1981 durch einen Bericht der Sunday Times. Am 8. Juni wurde er zum Knight Grand Cross des Order of St Michael and St George erhoben.

## Familie
Harrison war seit 1936 mit Amy Katherine Clive, Tochter des Diplomaten Robert Clive, verheiratet, mit der er drei Söhne und eine Tochter hatte.